# Yucca campestris
Yucca campestris är en sparrisväxtart som beskrevs av Mckelvey. Yucca campestris ingår i släktet palmliljor, och familjen sparrisväxter. Inga underarter finns listade i Catalogue of Life.

## Bildgalleri

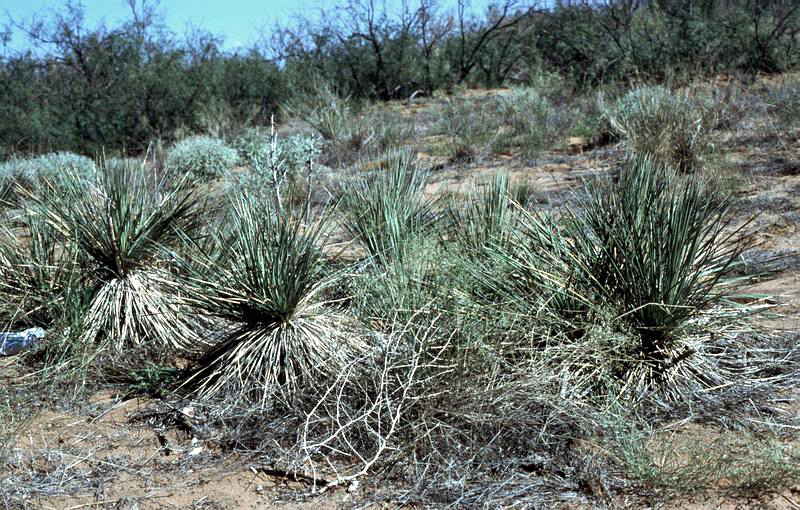
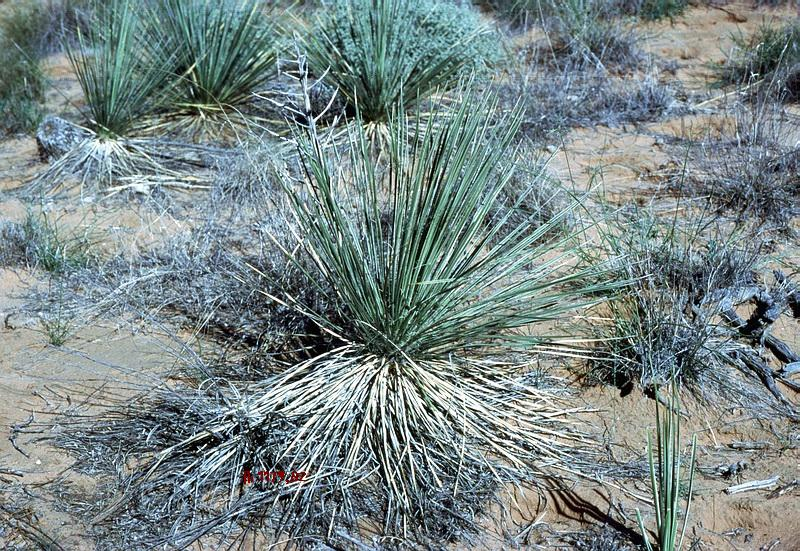